# 布哈拉酋長國
布哈拉酋长國（波斯語：امارت بخارا）是中亞历史上的一个國家，存在于1785年至1920年，清代及民初称布哈尔（见《清史稿》）。領土在今天河中地區，首都布哈拉。它的西面是希瓦汗國，東面是浩罕汗國。

## 歷史

绿色为布哈拉

布哈拉酋长國建立在1785年，由諾蓋人中的曼吉特部統治，這部落在布哈拉汗國阿斯特拉罕王朝後期開始掌握實權，他們部長成為“阿塔里克”（Ataliq，可汗老師），在1740年納迪爾沙阿征服布哈拉後，可汗喪失實權，1747年曼吉特部長穆罕默德·拉希姆·贝伊殺死可汗阿布勒費兹和他兒子，結束阿斯特拉罕王朝，之後擁立一系列傀儡可汗。直到1785年穆拉德·沙阿時代正式建國，該家族因不是黄金家族，因此自稱埃米爾。
1868年，俄羅斯帝國入侵河中，1873年，布哈拉酋长國成為俄羅斯的保護國，歸突厥斯坦總督區管理。
1920年，苏俄红军发起布哈拉行動，攻入布哈拉酋长國，末代埃米爾穆罕默德·阿里木汗逃往阿富汗王國，紅軍宣布成立布哈拉人民苏维埃共和国。

## 文化
因位置重要貿易路線，布哈拉埃米爾國有各種民族文化，如塔吉克人、烏兹别克人、猶太人。
布哈拉和撒馬爾罕是當時汗國波斯文化最發達地方。

## 君主列表
| 君主姓名               | 即位年代 | 退位年代 | 在位大事                                                      |
| ---------------------- | -------- | -------- | ------------------------------------------------------------- |
| 马桑·沙·穆拉德         | 1785年   | 1799年   | 1785年始称埃米尔                                              |
| 海达尔·图拉            | 1799年   | 1826年   |                                                               |
| 侯赛因                 | 1826年   | 1826年   |                                                               |
| 奥马尔                 | 1826年   | 1826年   |                                                               |
| 纳斯尔·阿拉赫·巴哈杜尔 | 1826年   | 1860年   |                                                               |
| 穆扎法尔丁·巴哈杜尔    | 1860年   | 1885年   | 1868年被沙皇俄国征服                                          |
| 阿布德·阿哈德          | 1885年   | 1911年   |                                                               |
| 穆罕默德·阿利姆汗      | 1911年   | 1920年   | 1920年王朝被苏俄推翻，穆罕默德·阿利姆逃亡喀布尔并于1944年去世 |